# ویلفرد اوسوجی
ویلفرد چینویه اسوجی(به انگلیسی: Wilfred Chinoye Osuji) (زاده ۵ اوت ۱۹۹۰ در لاگوس)، هافبک نیجریه‌ای است. او در حال حاضر برای تیم پادوا از سری بی فوتبال ایتالیا توپ می‌زند.